# Treffendel
Treffendel (prononciation : /tre.fɑ̃'dɛl/) est une commune française située dans le département d'Ille-et-Vilaine en région Bretagne.

## Géographie
Traditionnellement, la commune fait partie du Pays pourpre.

### Communes limitrophes
| Saint-Péran     | Monterfil  |               |
| Plélan-le-Grand | Treffendel | Saint-Thurial |
|                 | Maxent     |               |

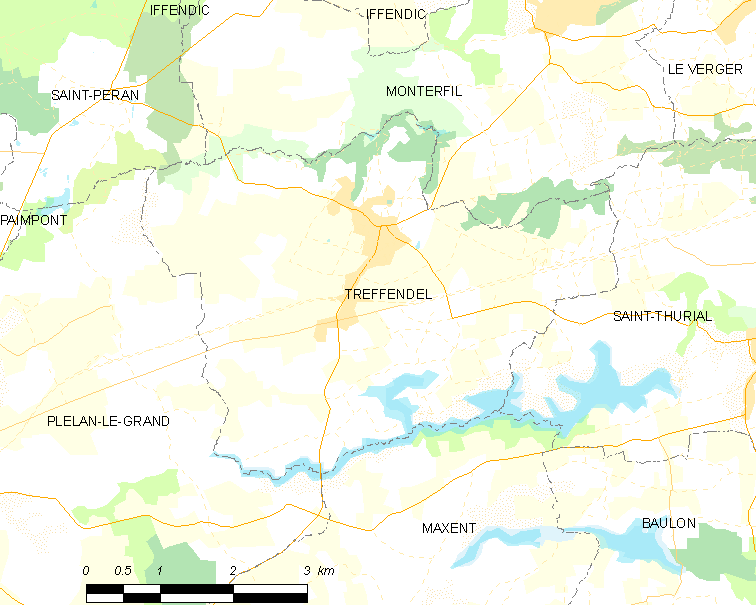
Carte de Treffendel et des communes avoisinantes

Treffendel est à l'ouest de Rennes et à l'est de la forêt de Paimpont.

### Relief et hydrographie
Le territoire communal forme pour l'essentiel un plateau légèrement incliné vers l'est, les altitudes les plus élevées se trouvant donc dans la partie occidentale de Treffendel (143 mètres à l'ouest de la Rue Gautier) et s'abaissant jusqu'à un peu plus d'une centaine de mètres dans la partie orientale de la commune (106 mètres par exemple au nord de la Chevallerais) ; le bourg est vers 122 mètres d'altitude. 
Les points les plus bas sont dans les deux vallées qui limitent la commune au nord et au sud (56 mètres dans celle du Serein à l'endroit où ce cours d'eau quitte le territoire communal)

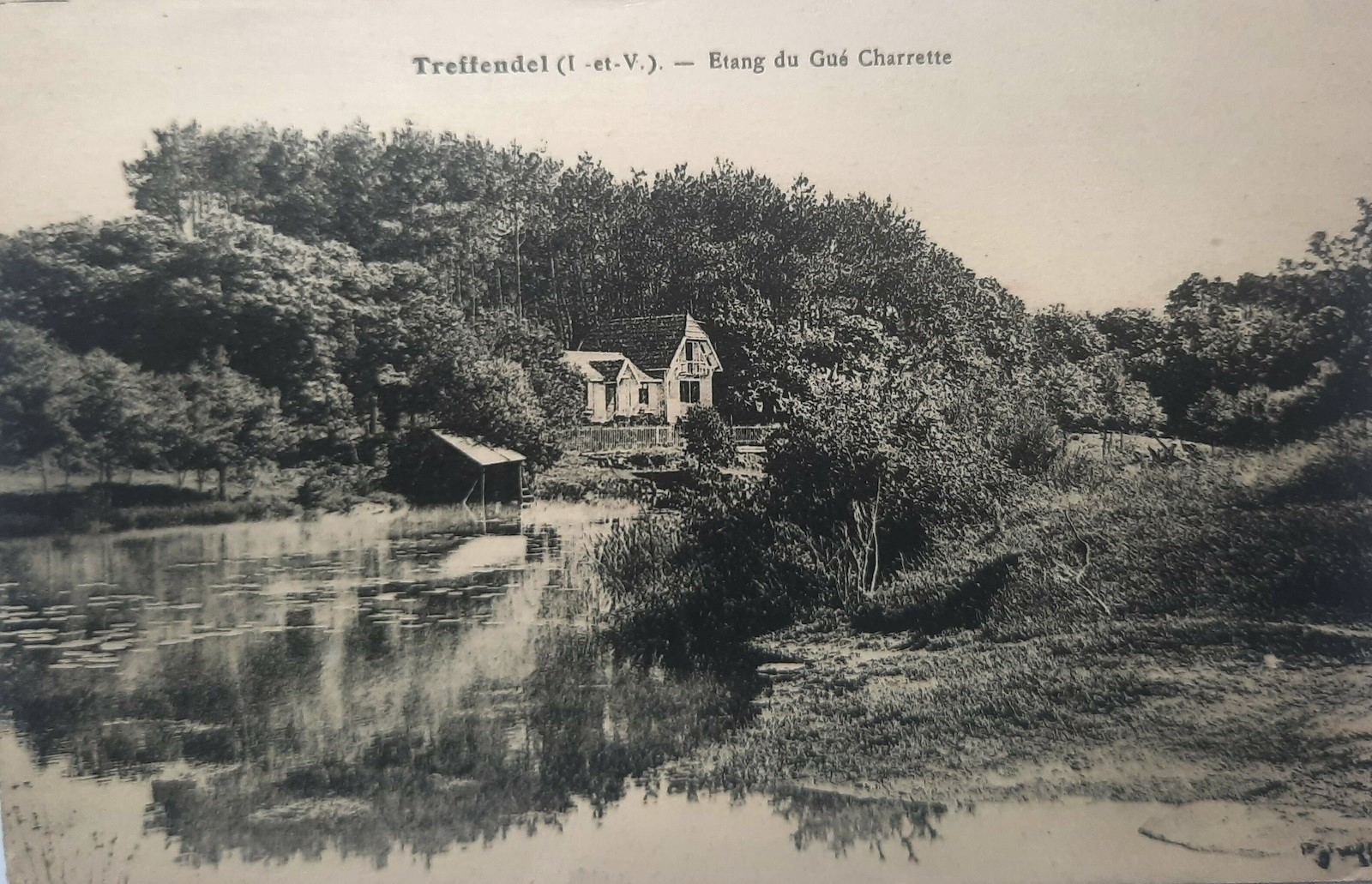
Treffendel : l'étang du Gué Charette au début du XXe siècle (carte postale).
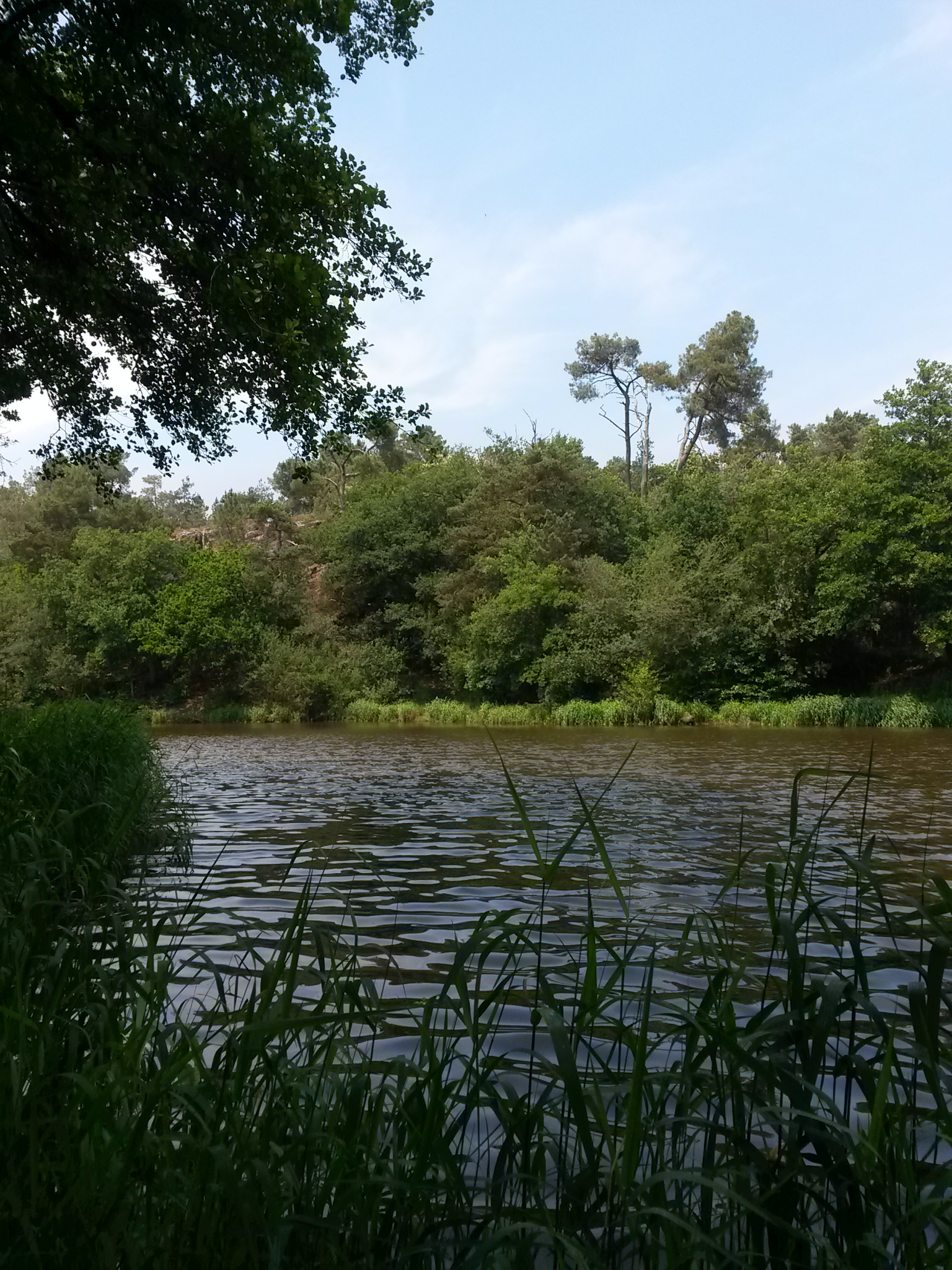
L'étang de l'Etunel.
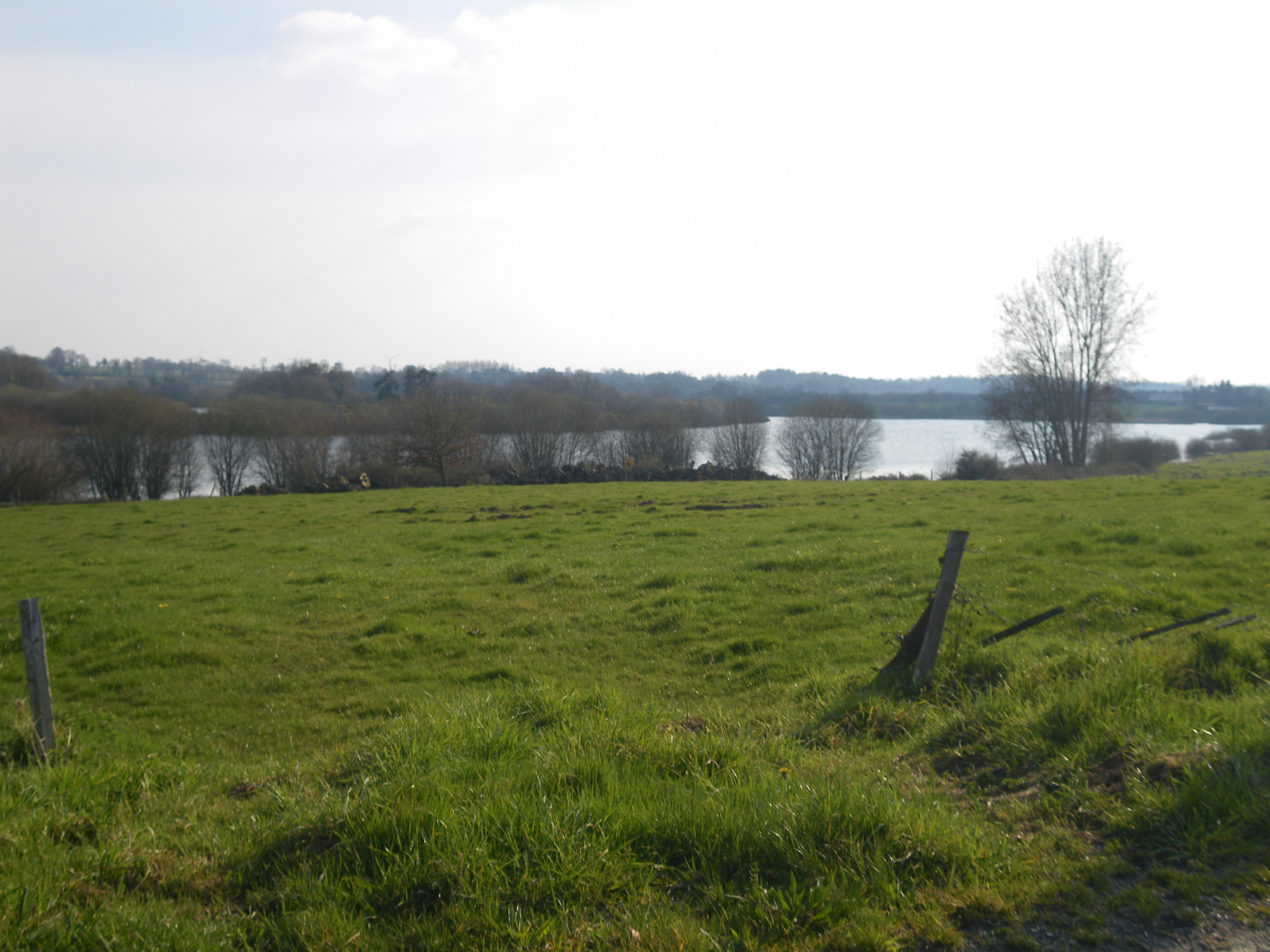
Étang entre Treffendel et Maxent.
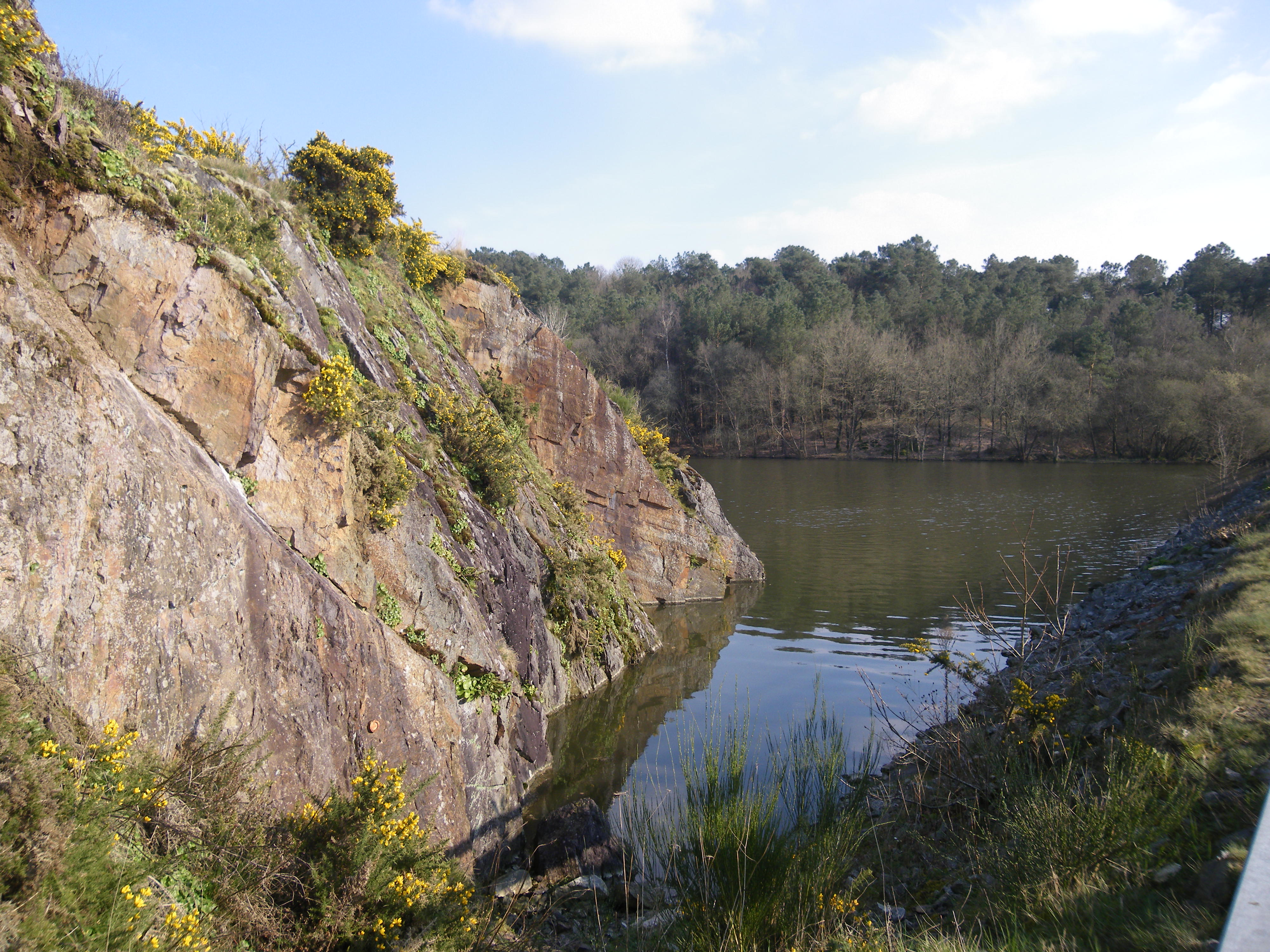
Étang entre Treffendel et Maxent.

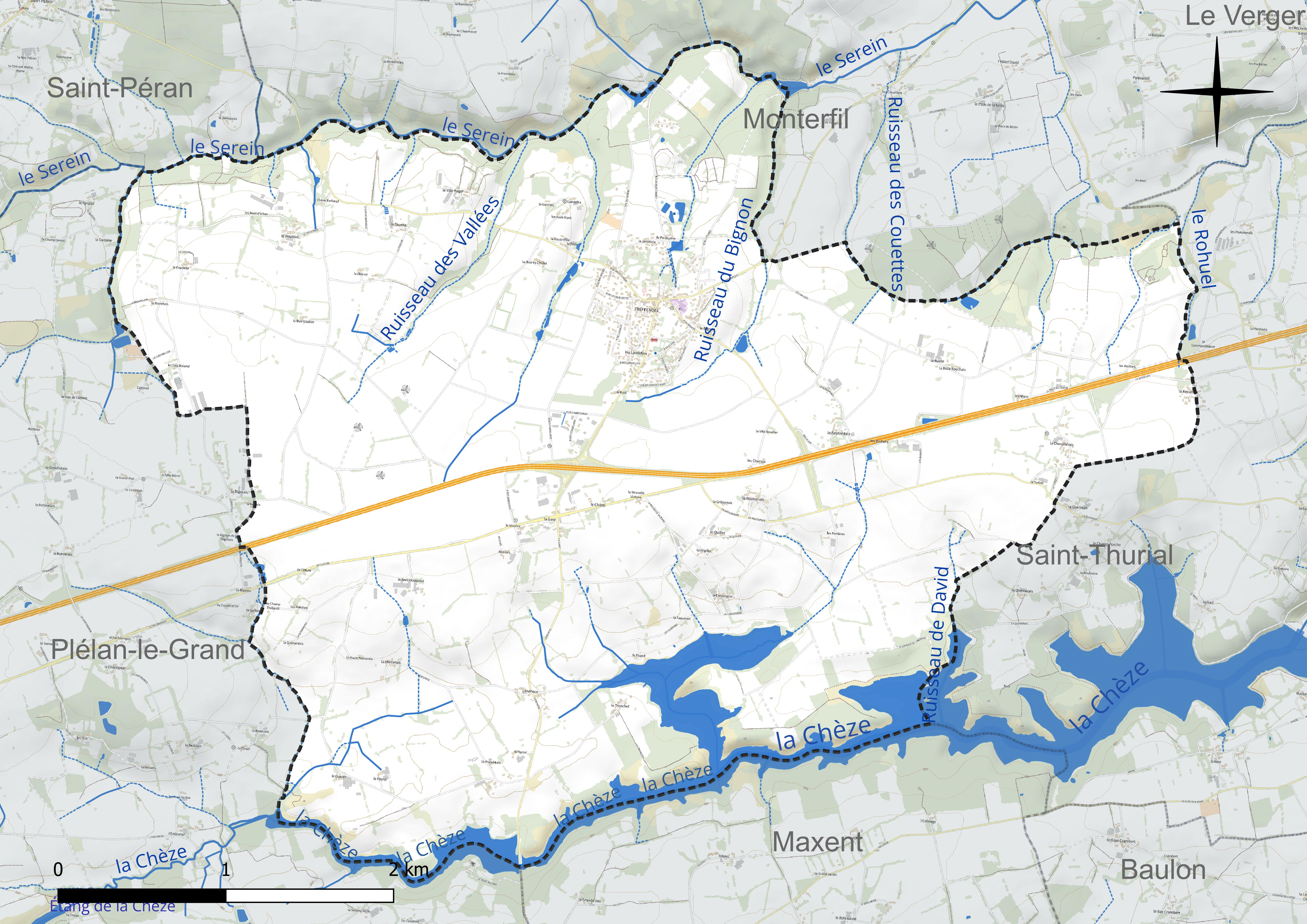
Carte du réseau hydrographique de Treffendel.

Le finage de Treffendel est limité au nord par le Serein, qui coule ouest-est, alimente les étangs du Gué Charet et de l'Etunel, et sépare la commune de celles de Saint-Péran et Monterfil, et au sud par le Ruisseau de la Chèze (Chaise), qui coule aussi ouest-est, alimente la retenue d'eau de Rennes IV, et sépare la commune de celles de Plélan-le-Grand et Maxent ; ces deux rivières sont des affluents de rive droite du Meu. Quelques petits affluents du Serein ont leur source à Treffendel et traversent la partie nord de la commune, notamment le  Ruisseau des Vallées et le Ruisseau du Bignon, ce dernier servant un moment de limite administrative avec Monterfil.
Les deux retenues des barrages de la Chèze et du Canut (Rennes IV) ont été mises en service en 1976 pour contribuer à l'alimentation de Rennes en eau potable (l'eau est acheminée par une conduite souterraine jusqu'aux réservoirs de Villejean à Rennes) : elles s'étendent sur 225 hectares (dont 60 ha sur la commune de Treffendel) pour une contenance totale de 14 000 000 de m³.

### Hydrographie
Pour un article plus général, voir Réseau hydrographique d'Ille-et-Vilaine.
La commune est située dans le bassin Loire-Bretagne. Elle est drainée par la Chèze, le Serein, le Rohuel, le ruisseau de David, le ruisseau des Couettes, le ruisseau des Vallées, le ruisseau du Bignon et le ruisseau du Presbytère,,.
La Chèze, d'une longueur de 24 km, prend sa source dans la commune de Plélan-le-Grand et se jette  dans le Meu au niveau du Verger, après avoir traversé six communes. 
Le Serein, d'une longueur de 20 km, prend sa source dans la commune de Paimpont et se jette  dans le Meu à Talensac, après avoir traversé sept communes. 

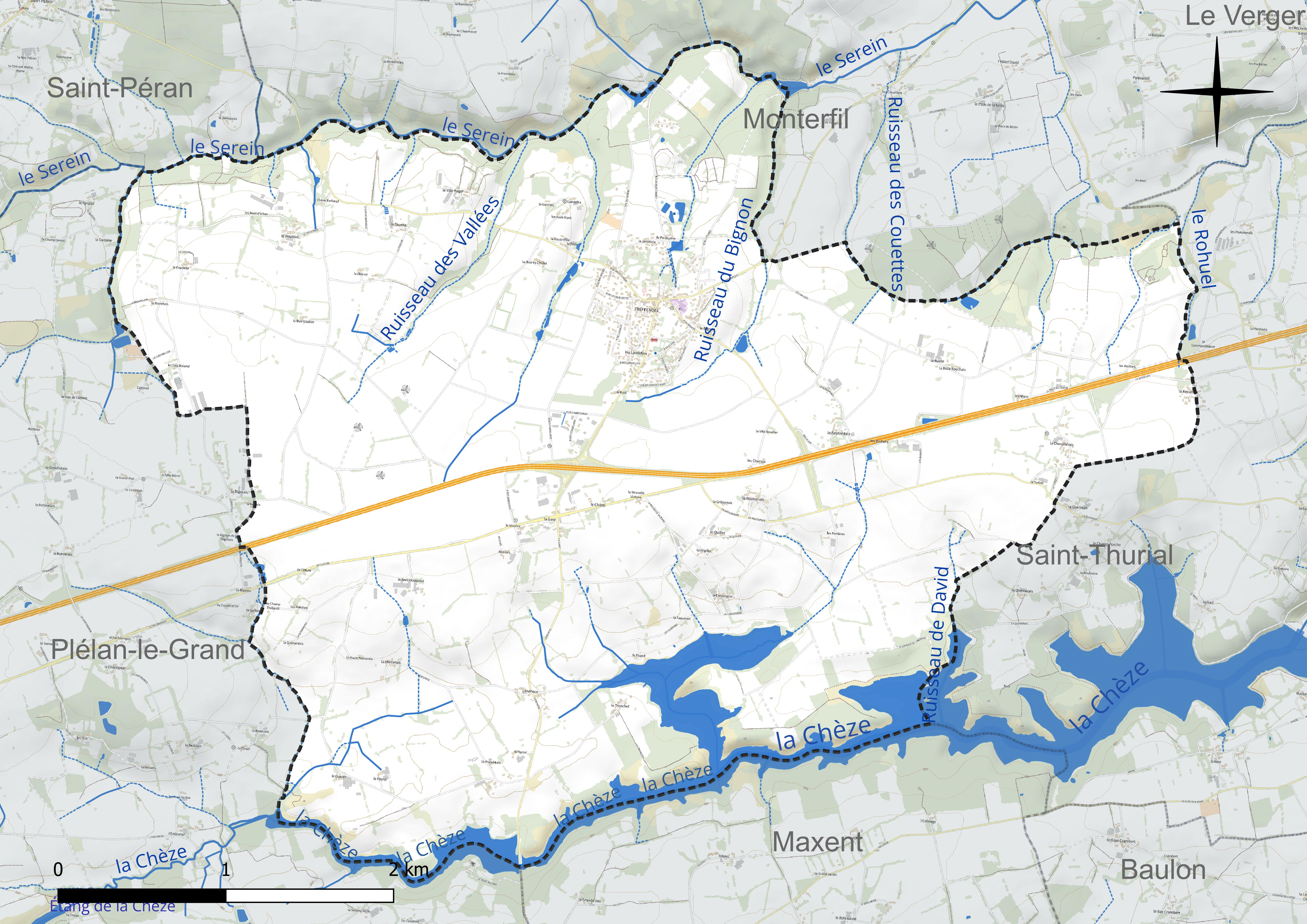
Réseau hydrographique de Treffendel.

Trois plans d'eau complètent le réseau hydrographique : le plan d'eau du le barrage de la Chèze, d'une superficie totale de 158,1 ha (53,77 ha sur la commune), l'étang de l'Etunel, d'une superficie totale de 1,7 ha (0,45 ha sur la commune) et l'étang du Gué Charet, d'une superficie totale de 0,8 ha (0,58 ha sur la commune),.

### Climat
Pour des articles plus généraux, voir Climat de la Bretagne et Climat d'Ille-et-Vilaine.
En 2010, le climat de la commune est de type climat océanique altéré, selon une étude du CNRS s'appuyant sur une série de données couvrant la période 1971-2000. En 2020, Météo-France publie une typologie des climats de la France métropolitaine dans laquelle la commune est exposée à un climat océanique et est dans la région climatique  Bretagne orientale et méridionale, Pays nantais, Vendée, caractérisée par une faible pluviométrie en été et une bonne insolation. Parallèlement l'observatoire de l'environnement en Bretagne publie en 2020 un zonage climatique de la région Bretagne, s'appuyant sur des données de Météo-France de 2009. La commune est, selon ce zonage, dans la zone « Intérieur Est », avec des hivers frais, des étés chauds et des pluies modérées.
Pour la période 1971-2000, la température annuelle moyenne est de 11,2 °C, avec une amplitude thermique annuelle de 12,9 °C. Le cumul annuel moyen de précipitations est de 761 mm, avec 12 jours de précipitations en janvier et 6,6 jours en juillet. Pour la période 1991-2020, la température moyenne annuelle observée sur la station météorologique la plus proche, située sur la commune du Rheu à 17 km à vol d'oiseau, est de 12,2 °C et le cumul annuel moyen de précipitations est de 720,4 mm,. Pour l'avenir, les paramètres climatiques de la commune estimés pour 2050 selon différents scénarios d'émission de gaz à effet de serre sont consultables sur un site dédié publié par Météo-France en novembre 2022.

### Transports
- BreizhGo 1 Rennes - Paimpont.

### Habitat et paysages
La commune présentait traditionnellement un paysage agraire de bocage avec un habitat dispersé en de nombreux écarts. formés de hameaux ("villages"), les principaux étant la Chavallerais, Lénéheuc et la Mercerais, ainsi que des fermes isolées. Le bourg ne se composait que de quelques maisons éparses comme le montre le cadastre de 1823.

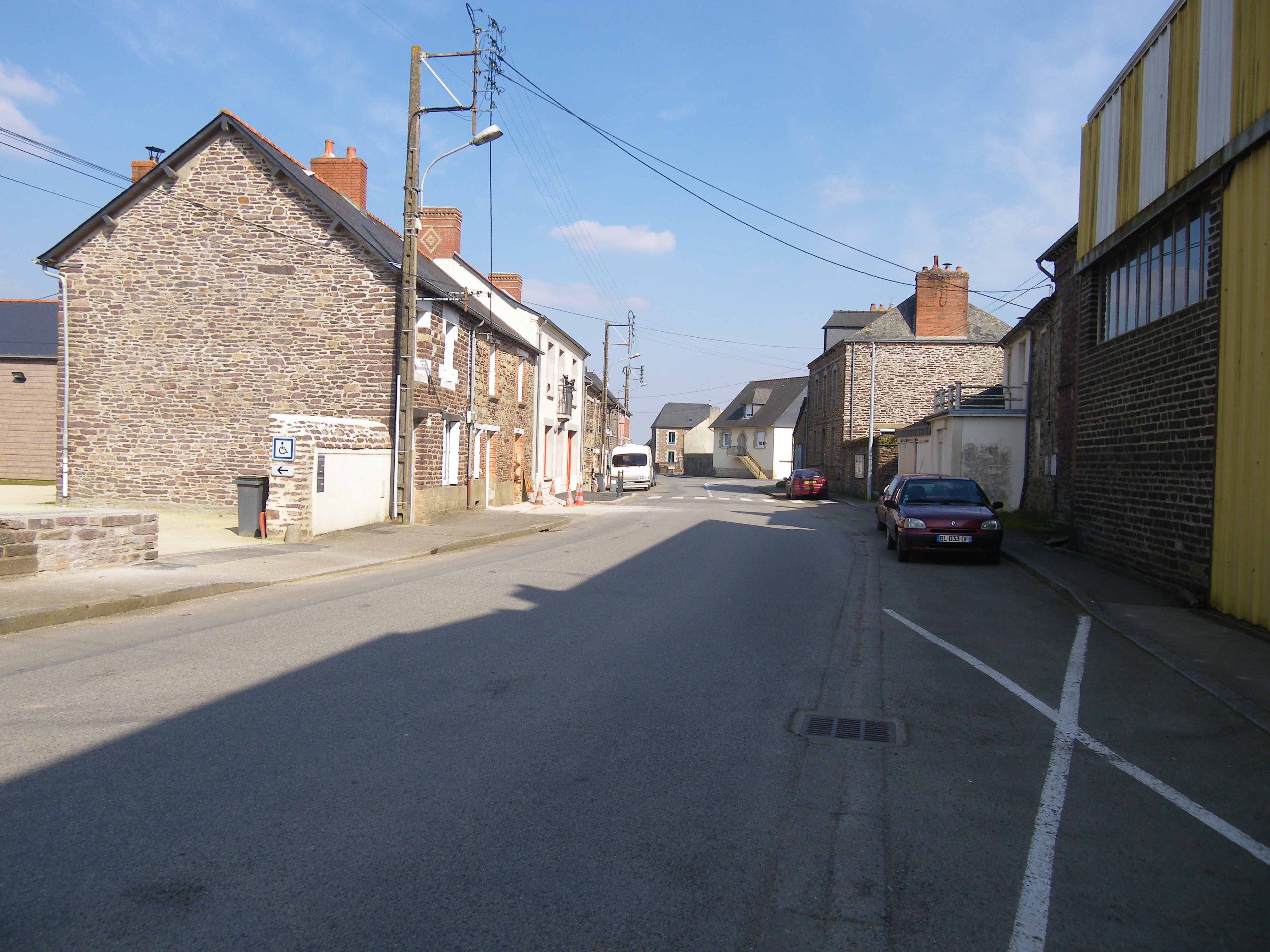
La rue principale du bourg de Treffendel.

## Urbanisme

### Typologie
Au 1er janvier 2024, Treffendel est catégorisée bourg rural, selon la nouvelle grille communale de densité à sept niveaux définie par l'Insee en 2022.
Elle est située hors unité urbaine. Par ailleurs la commune fait partie de l'aire d'attraction de Rennes, dont elle est une commune de la couronne,. Cette aire, qui regroupe 183 communes, est catégorisée dans les aires de 700 000 habitants ou plus (hors Paris),.

### Occupation des sols
L'occupation des sols de la commune, telle qu'elle ressort de la base de données européenne d'occupation biophysique des sols Corine Land Cover (CLC), est marquée par l'importance des territoires agricoles (85,9 % en 2018), une proportion sensiblement équivalente à celle de 1990 (86,5 %). La répartition détaillée en 2018 est la suivante : 
terres arables (43,1 %), zones agricoles hétérogènes (33,2 %), prairies (9,7 %), forêts (5,1 %), zones urbanisées (4,7 %), eaux continentales (2,6 %), milieux à végétation arbustive et/ou herbacée (1,7 %). L'évolution de l'occupation des sols de la commune et de ses infrastructures peut être observée sur les différentes représentations cartographiques du territoire : la carte de Cassini (XVIIIe siècle), la carte d'état-major (1820-1866) et les cartes ou photos aériennes de l'IGN pour la période actuelle (1950 à aujourd'hui).

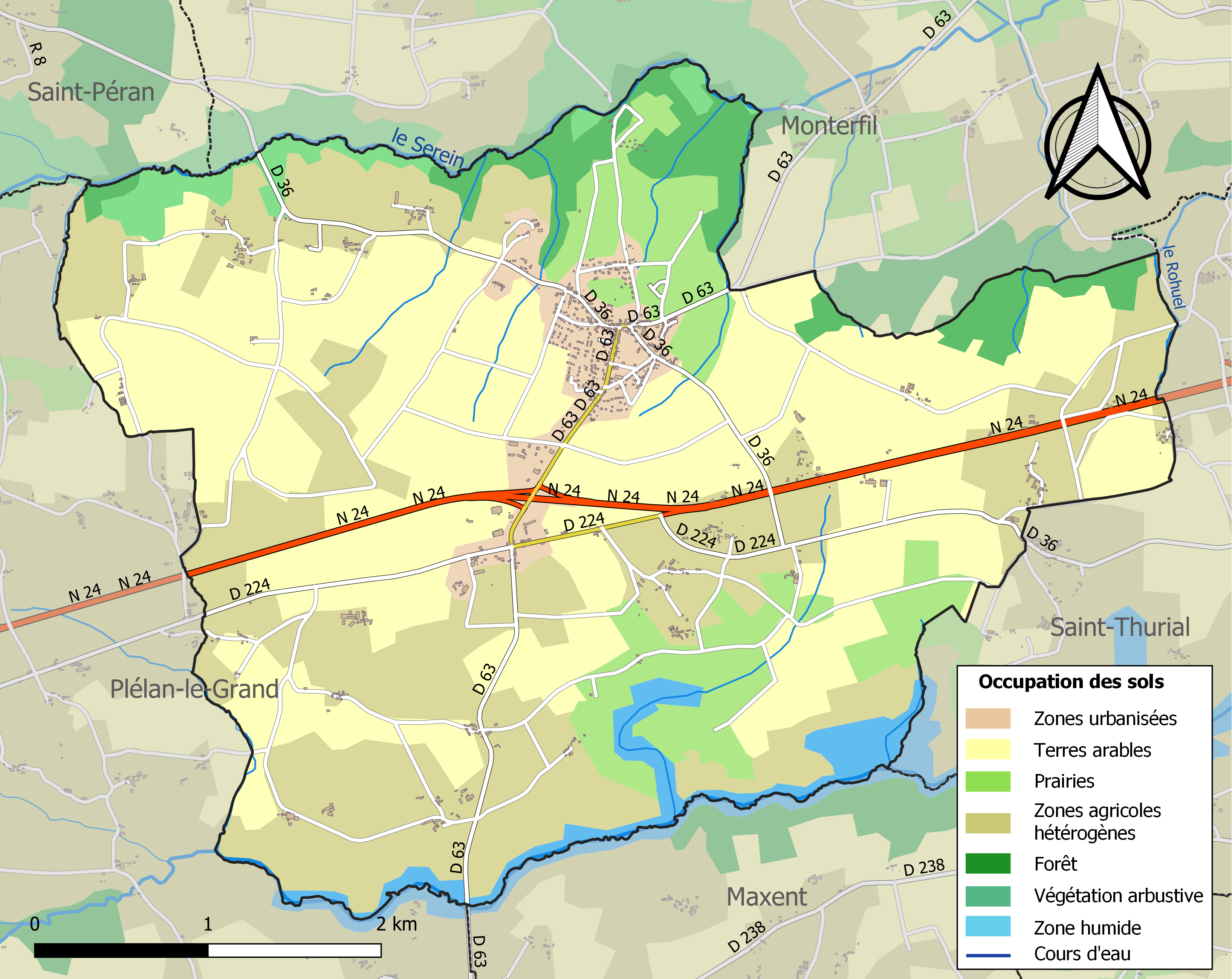
Carte des infrastructures et de l'occupation des sols de la commune en 2018 (CLC).

## Toponymie
Le nom de la localité est attesté sous les formes capella de Treffandel en 1574, Treff Andel.[réf. nécessaire]
L'origine bretonne est probable, mais seule sa première partie s'explique clairement : du celtique ancien trebo-, (« lieu habité ») qui a évolué en treb-, puis en treff-. Il s'agissait d'un hameau, puis d'une partie d'une paroisse (trève).
Quant à la deuxième partie, deux hypothèses sont avancées :
- soit du breton, -andon, « source », suivi d'un suffixe diminutif.
- soit, en décomposant en tref-fandel, d'un nom de personne -fand ou -fant qui
pourrait être un emprunt breton au latin fandus, « permis, autorisé et par extension », « un homme honnête ». Cette incertitude sur l'étymologie du nom du village est l'un des mystères de l'histoire de Treffendel.[source insuffisante]
Teurfandè en gallo.

## Histoire

### Moyen-Âge
Selon A. Marteville et P. Varin, qui s'appuient sur le Cartulaire de Redon, vers 960 un habitant de Plélan, nommé Ganocan, donna « à Saint-Sauveur de Redon et à Saint-Maxent une portion de terre sise dans le lieu dit Trev-Munbel (..) ; il y avait en ce lieu une petite chapelle que les moines réédifièrent et qui dépendait de Maxent. Trev-Munbel, et par adoucissement Trev-Undel, devint dans la suite trève de Maxent, avec vicairie perpétuelle, et fut érigée succursale à la fin du XVIe siècle sous le nom de Trefundel ».
Ce n'est qu'au XVIIe siècle que Treffendel est qualifiée pour la première fois de trève (dépendant de l'évêché de Saint-Malo) dans un texte de l'époque, mais la première syllabe de son nom laisse supposer qu'elle en était une bien avant.

### Temps modernes

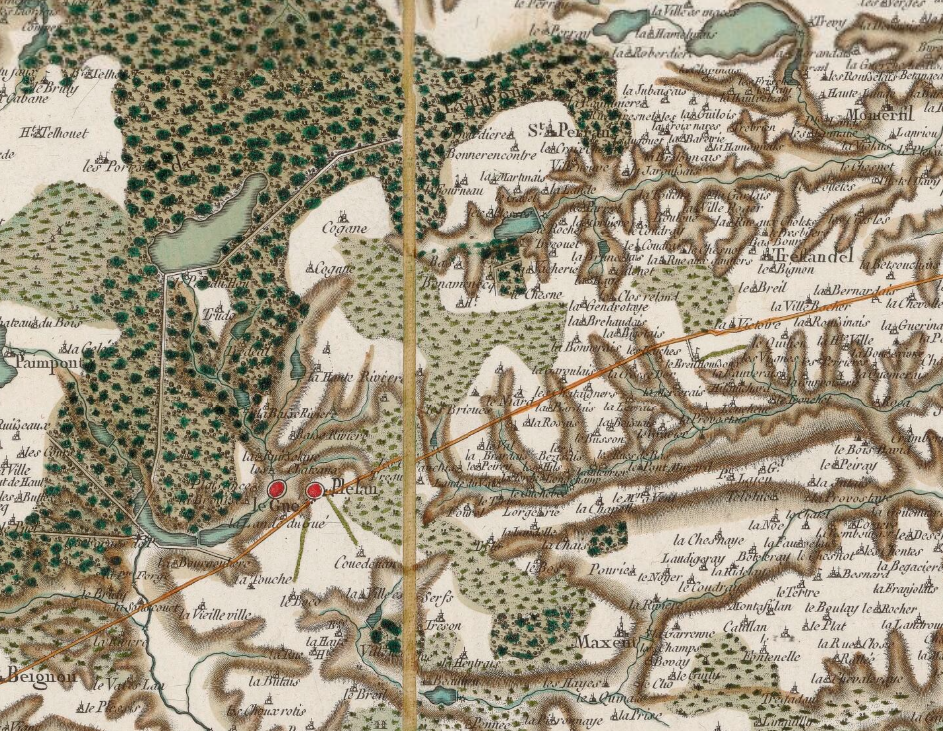
Carte de Cassini de la paroisse de Plélan et de sa trève de Treffendel (1785).

Deux foires se tenaient au Breilhoussoux (XVIIIe siècle) : à la Saint-Georges le 23 avril et à la Saint-Fiacre le 30 août.
Treffendel, trève de la paroisse de Plélan, est devenue paroisse indépendante seulement en 1803.
L'église tréviale, reconstruite en 1574, fut alors consacrée à saint Pierre ; une tour et une chapelle y furent ajoutées en 1658 ; elle avait pour saints patrons sainte Marie-Madeleine en 1727, et saint Malo au milieu du XVIIIe siècle. Cette dernière dédicace, conservée jusqu'à aujourd'hui, pourrait être celle des origines, en accord avec la forme bretonne du nom du village.
Deux chapelles frairiennes existaient : celle de la Chevolerais (disparue) et celle du Coudray (elle subsiste à l'état de ruine). Le manoir du Breilhoussoux (XVe siècle) possédait une chapelle privée (dédiée à saint Jean) et le droit de haute justice.

### Révolution française
En 1790 Treffendel devient une commune indépendante, dépendant du canton de Plélan et du district de Montfort.
L'attaque en 1790 du château du Breil-Houssoux, alors en Plélan [de nos jours en Treffendel] est menée semble-t-il par Jean Bonjean, ancien domestique du seigneur ainsi que par Jean Merel, trésorier général de Treffendel.

### LeXIXesiècle
La RN 24, alors route impériale, est construite sous le Premier Empire.
L'école des garçons, qui existait antérieurement, bénéficie d'importants travaux en 1847 (elle était située derrière la mairie, à l'emplacement de l'actuelle salle des fêtes ; elle ferma en 1920. L'école publique des filles ouvre après 1900 et devint mixte en 1920 (elle ferma en 1960). Une école privée de filles ouvrit en 1871 (elle ferma en 1959) et une école privée de garçons en 1910 (devenue école mixte en 1959).

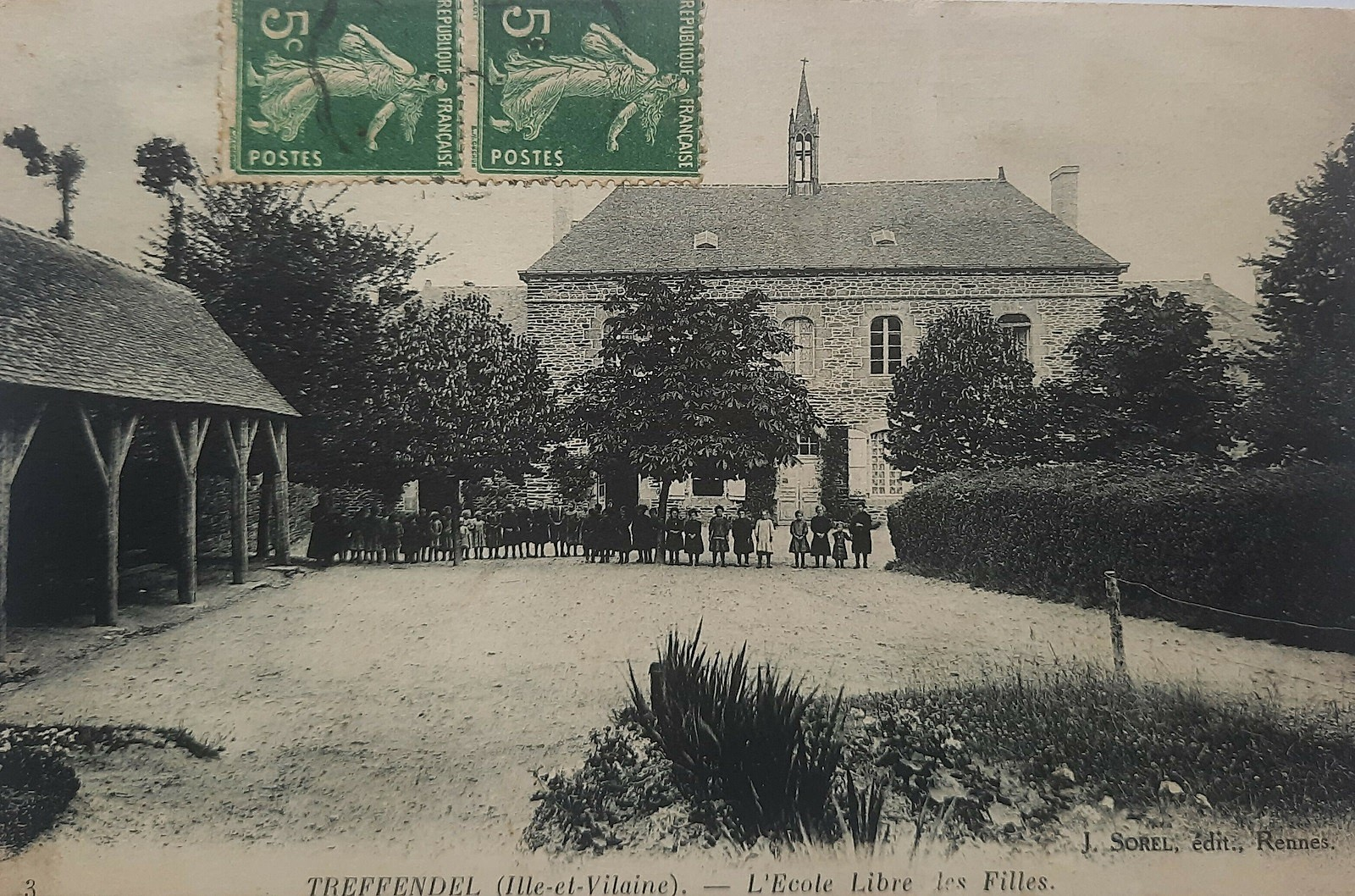
Treffendel ː l'école des filles au début du XXe siècle (carte postale).
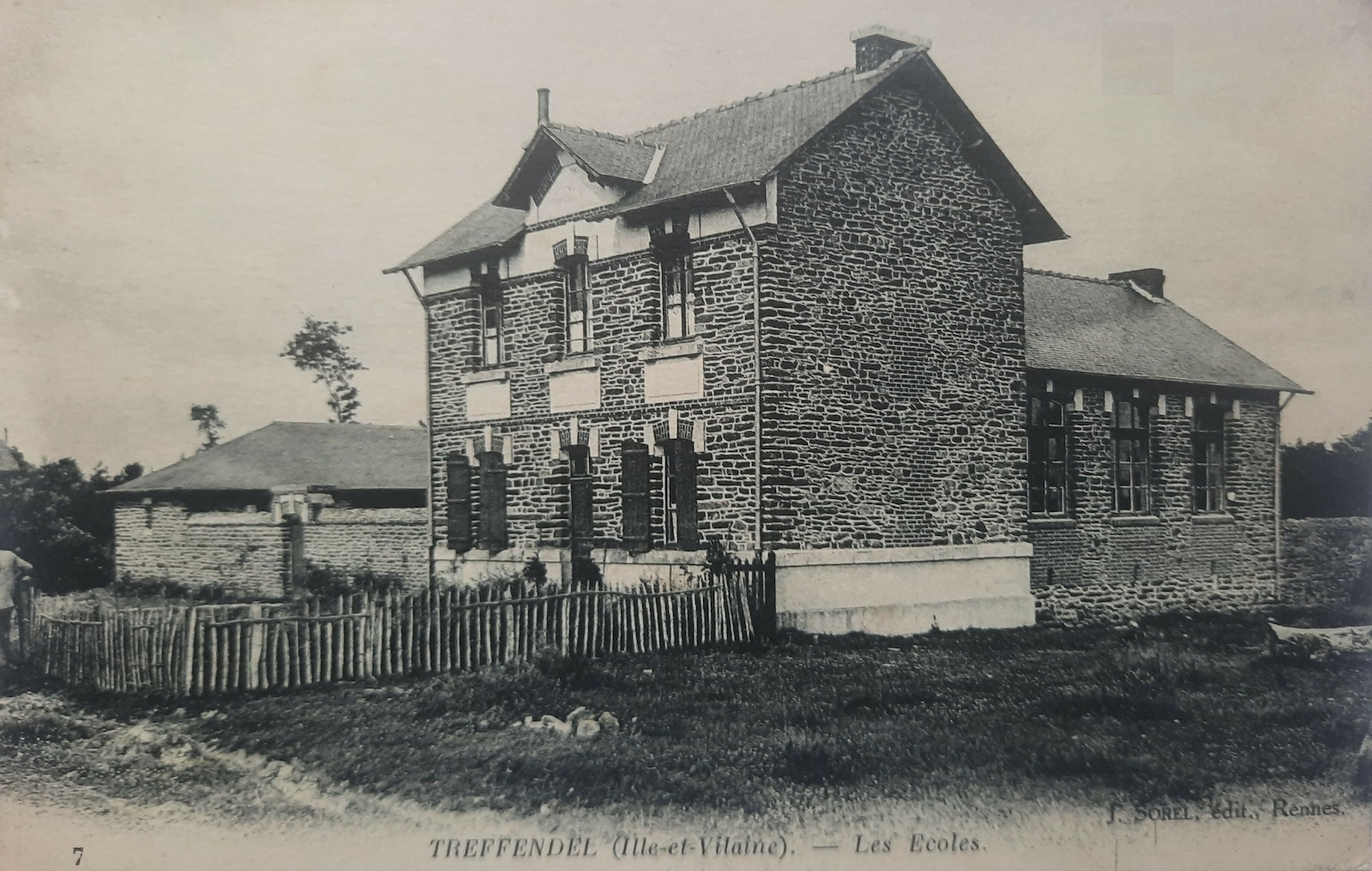
Treffendel ː l'école des garçons au début du XXe siècle (carte postale).

A. Marteville et P. Varin, continuateurs d'Ogée, décrivent ainsi Treffendel en 1853 :

« Treffendel (sous l'invocation de saint Malo) : commune formée de l'ancienne trève de Plélan-le-Grand ; aujourd'hui succursale. (..) Principaux villages : le Coudray, la Touche, la Boulouée, la Besnardais, la Chevollerais, la Roussinais, le Tronchat, Leneheuc, la Provotais, la Mercerais, la Brenettais. Maison importante : le Breilhoussoux. Superficie totale 1 911 hectares 40 ares dont (..) terres labourables 1 134 ha, prés et pâturages 137 ha, bois 8 ha, landes et incultes 522 ha, étangs 2 ha (..). Moulin: 1 (du Gué-Charrette). (..) Cette commune est traversée de l'ouest-sud-ouest à l'est-nord-est par la route de Vannes à Rennes. Elle est limitée au nord par le ruisseau de Trécouet, au sud par la petite rivière de Sérent. Foire le 23 avril et le 30 août (le lendemain, si l'un de ces jours est férié). Géologie : quartzite et schiste rouge. On parle le français [en fait le gallo]. »

L'église paroissiale actuelle, construite à l'initiative de l'abbé Coignard (recteur entre 1862 et 1886) et grâce au travail et à la générosité des paroissiens, est mise en service en 1872.

### LeXXesiècle

#### La Belle Époque
En 1900 le préfet d'llle-et-Vilaine dut demander au Conseil général contraindre le conseil municipal de Treffendel qui refusait de voter sa quote-part pour la construction d'une école laïque de filles, mais le Conseil général refusa la demande du préfet car «des religieuses auxquelles les habitants sont très attachés dirigent un établissement ». En 1909 l'école laïque des filles de Treffendel avait 5 élèves.
La ligne de tramway à voie métrique et voie unique de la Compagnie des tramways à vapeur d'Ille-et-Vilaine allant de Rennes à Plélan (inaugurée en 1898) et surnommée « le Tacot », est prolongée jusqu'à Guer via Paimpont-les-Forges et Beignon (mise en service le 6 juin 1913). Une gare existait à Treffendel ; la ligne ferma le 31 août 1948.

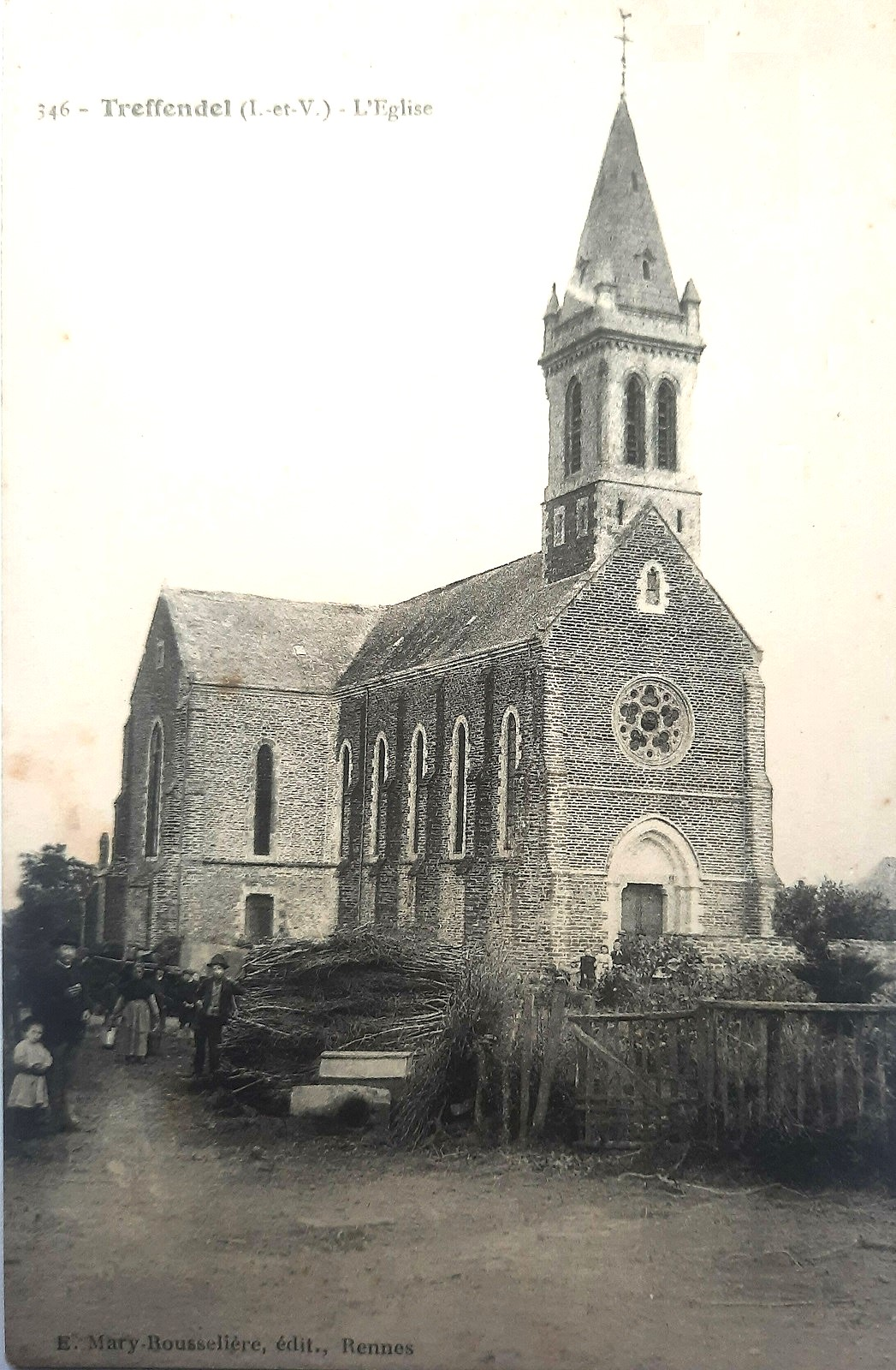
Treffendel : l'église paroissiale au début du XXe siècle (carte postale).
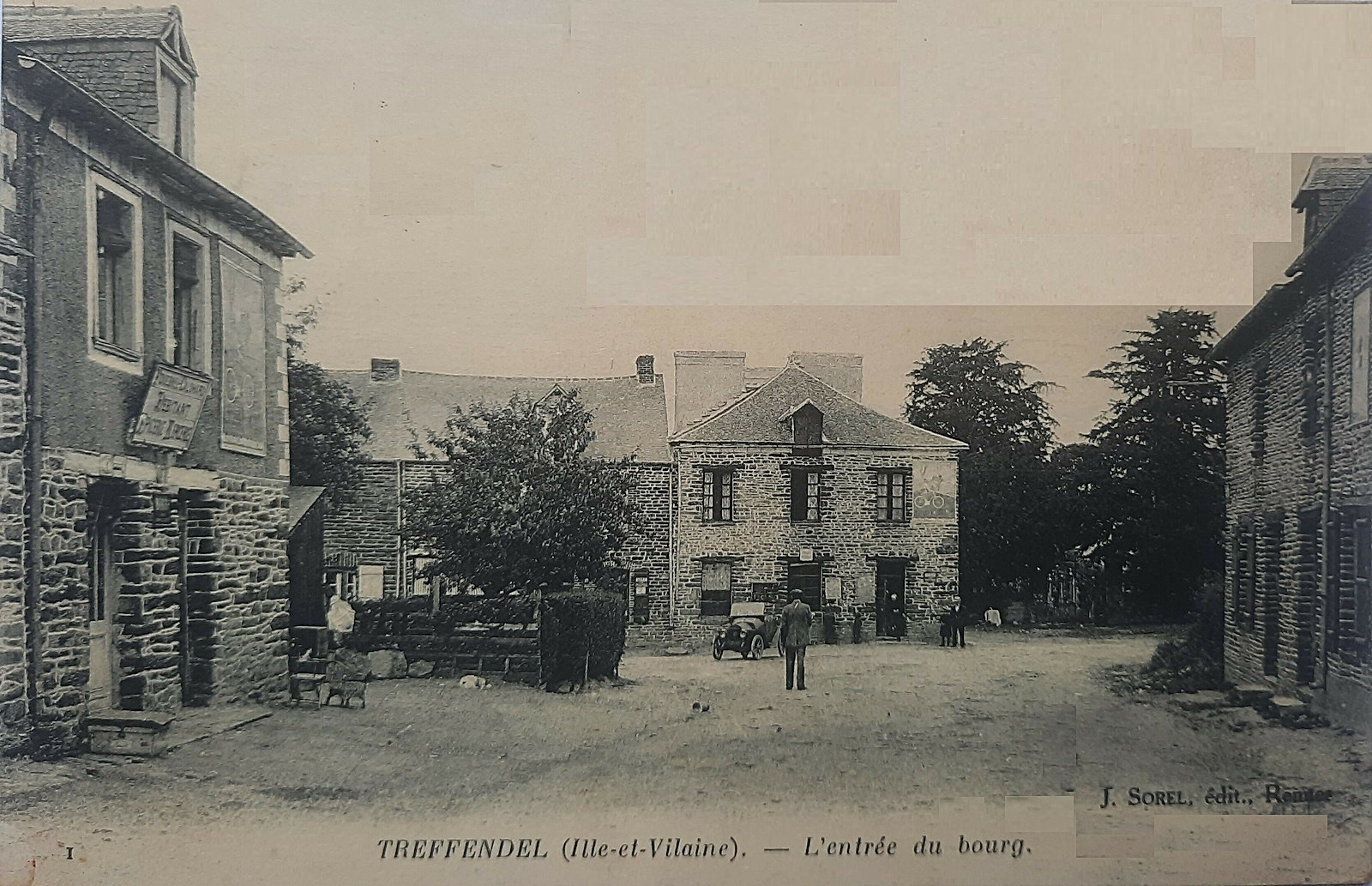
Treffendel ː le bourg au début du XXe siècle (carte postale).
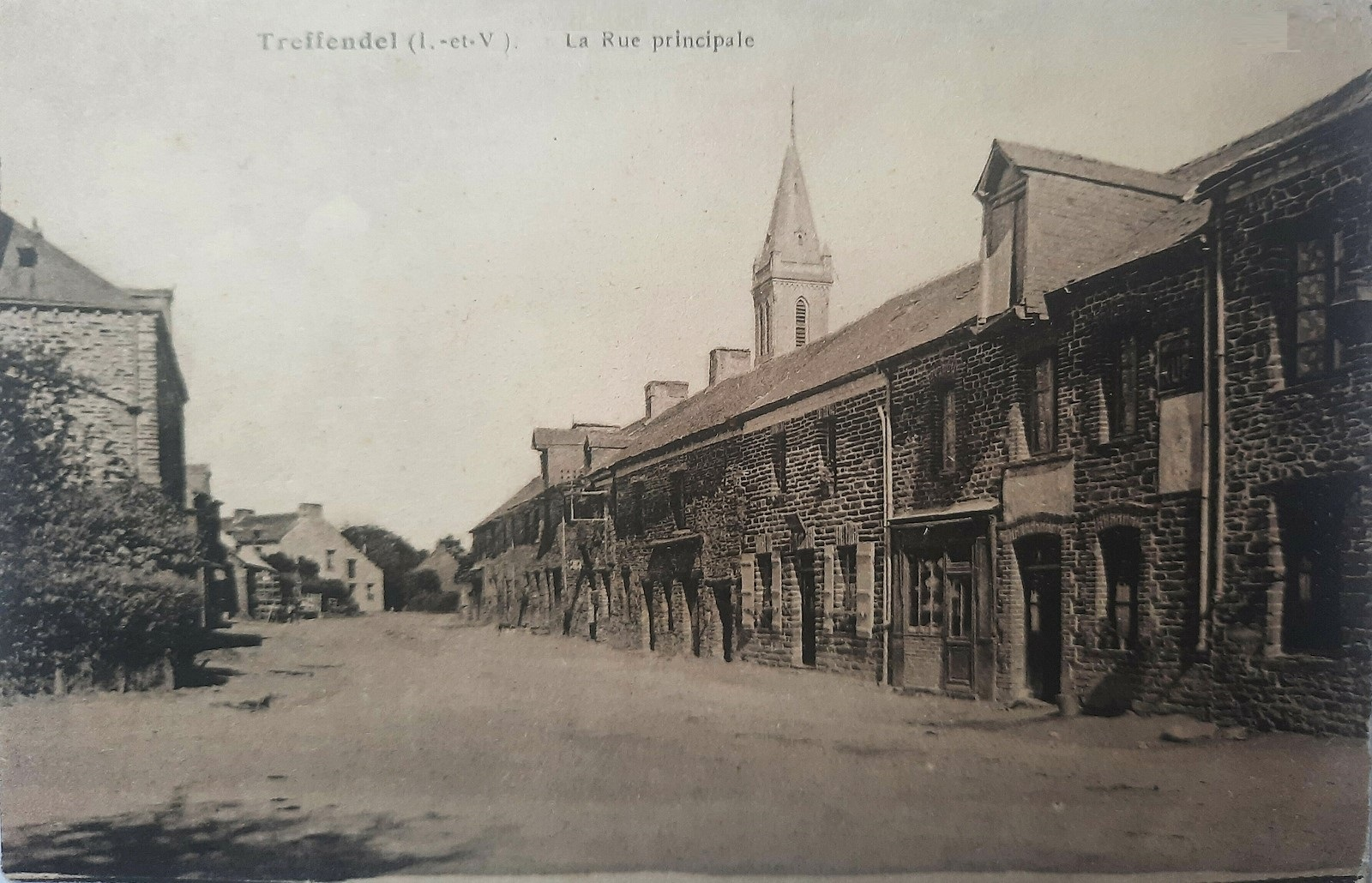
Treffendel ː la rue principale au début du XXe siècle (carte postale).
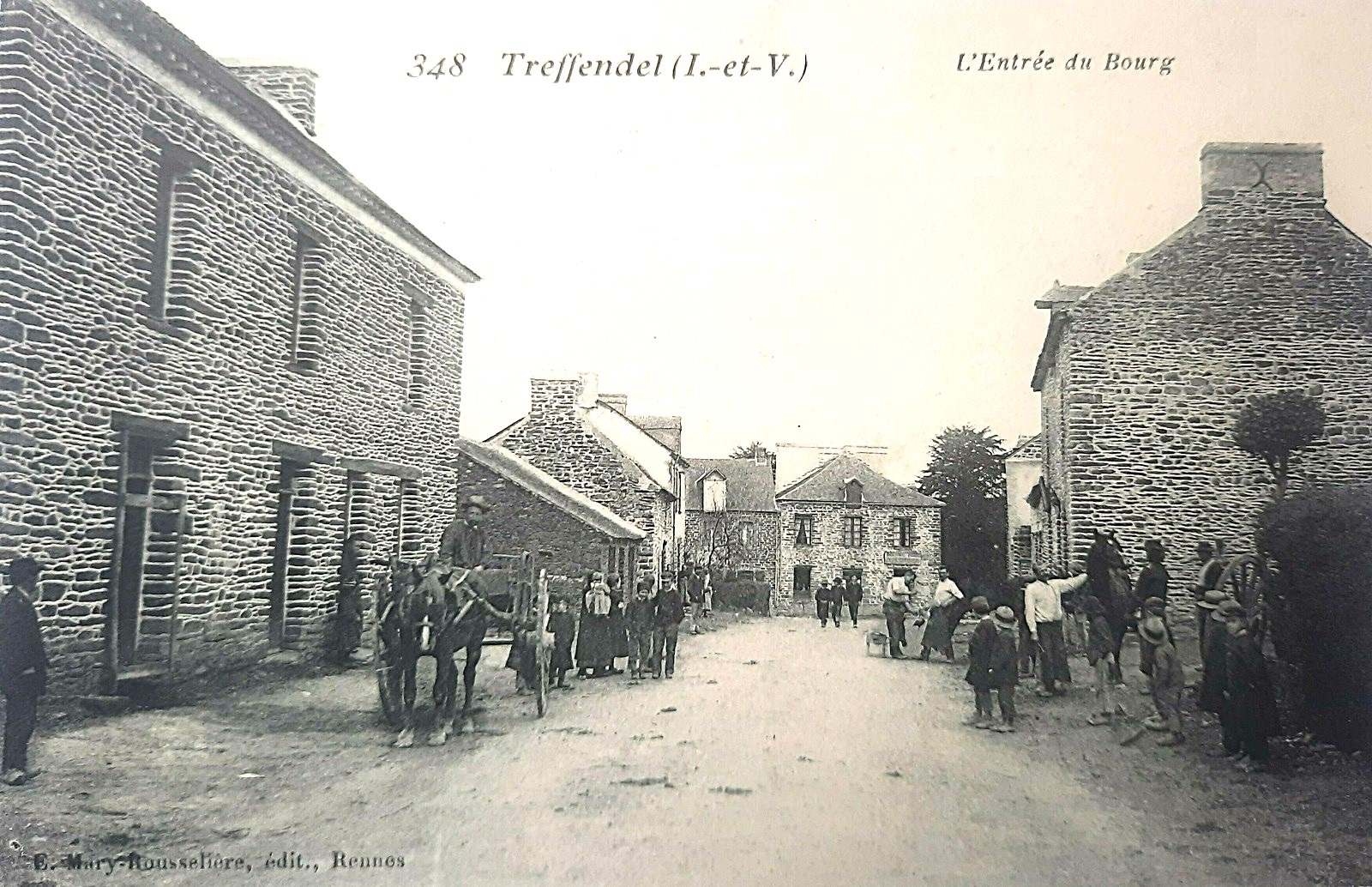
Treffendel ː l'entrée du bourg au début du XXe siècle (carte postale).
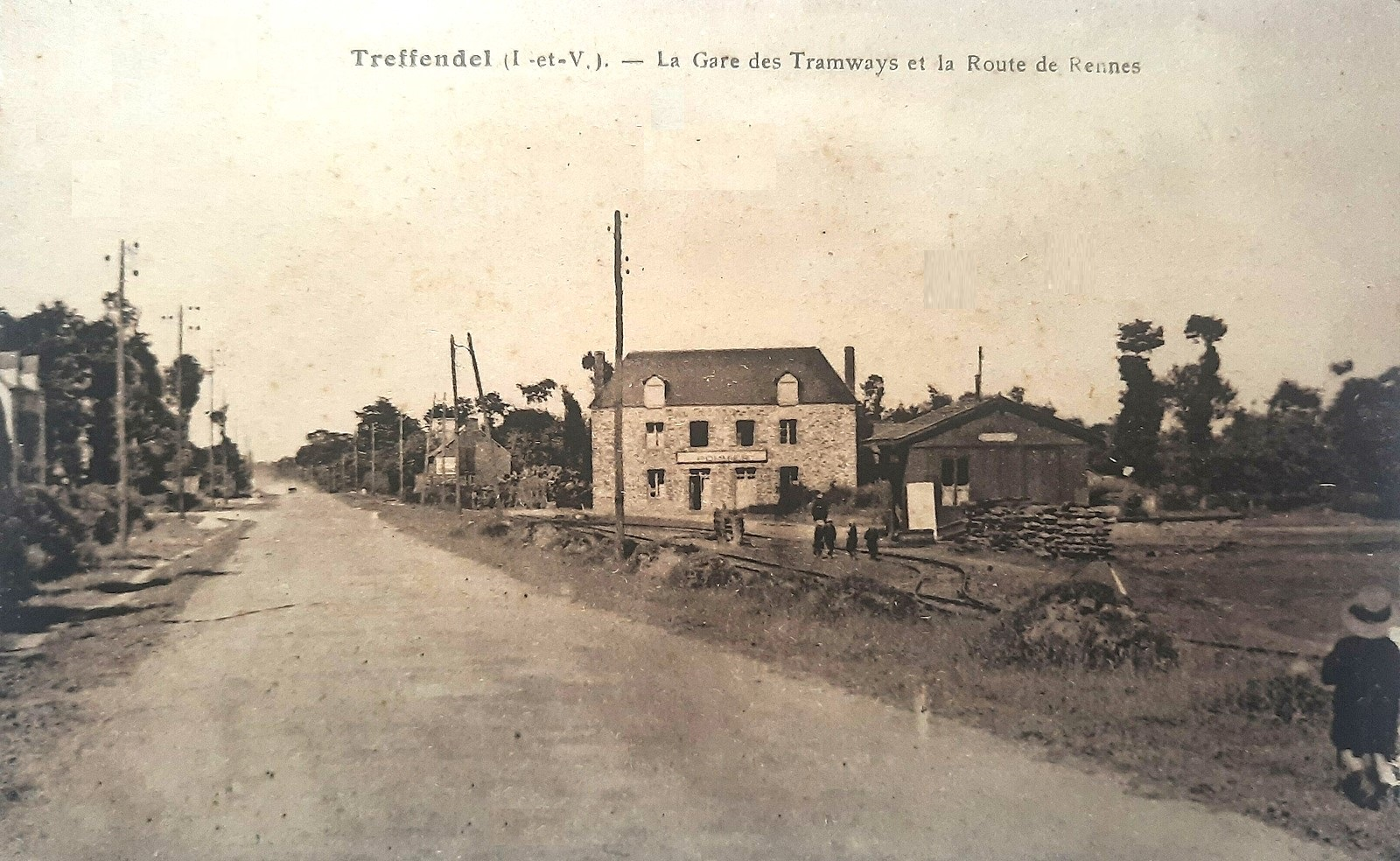
Treffendel ː la gare des tramways et la route de Rennes (carte postale).

#### La Première Guerre mondiale
Le monument aux morts de Treffendel porte les noms de 39 soldats morts pour la France pendant la Première Guerre mondiale ; parmi eux deux sont morts en captivité en Allemagne : François Gaultier le 25 septembre 1914 à Siegen et Godefroy Fresnel le 27 octobre 1918 à Schneidemühl (Pila dans la Pologne actuelle) ; Désiré Robert est mort le 2 novembre 1918 en Syrie ; tous les autres sont morts sur le sol français ( dont Jean Beguinel et Pierre Dubois, tous deux décorés à la fois de la Médaille militaire et de la Croix de guerre ainsi que Pierre Catherine décoré de la Croix de guerre.

#### L'Entre-deux-guerres
Le monument aux morts de Treffendel a été réalisé par Eugène Gallée, entrepreneur de travaux à Évran ; il est formé d'une plaque de granite disposée verticalement avec, dans un médaillon le profil d'un poilu entouré d'une couronne de lauriers.
Un éclairage public au gaz est mis en place dans le bourg en 1922, remplacé en 1929 par un éclairage électrique.

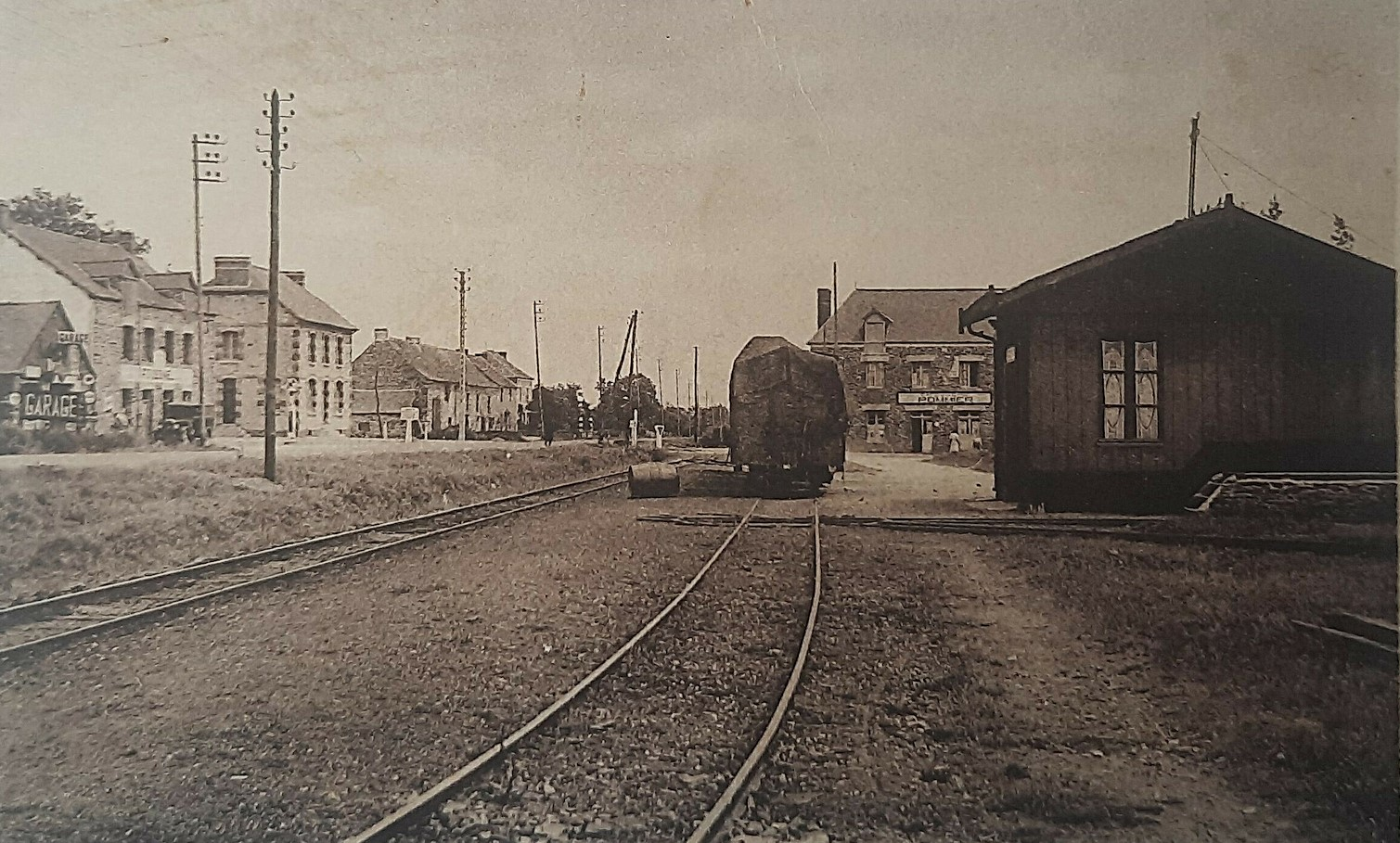
Treffendel : la gare du tramway vers 1930 (carte postale).

#### La Seconde Guerre mondiale
Le monument aux morts de Treffendel porte les noms de 5 personnes mortes pour la France pendant la Seconde Guerre mondiale.
Un soldat américain, Peter Andersen, est mort le 3 août 1944 à Treffendel.
La section FFI de Plélan-le-Grand fut fondée le  1er mars 1943 par le sous-lieutenant Bourhis en accord avec le lieutenant Duval. La section était constituée des groupes de Plélan, Maxent, Bréal, Treffendel, Saint-Malon, Iffendic et Mordelles.

#### L'Après Seconde Guerre mondiale
Les premiers chemins ruraux sont construits entre 1946 et 1948 par des prisonniers allemands.
Le réseau d'adduction d'eau potable commence à être installé en 1965 ; il faudra une dizaine d'années pour que toute la commune soit desservie ; la station d'épuration des eaux ouvre en 1977. Les opérations du remembrement commencent en 1974 pour s'achever en 1977. Le premier lotissement, celui des Landelles, est créé en deux temps : 1973 et 1976, celui de la Fontaine en 1983 et 12 logements HLM locatifs en 1984 et ceux de la rue du Bignon en 1997 ; le lotissement de la Cour Détoc (une cinquantaine de lots) commence à être aménagé en 1999. La nouvelle mairie, le nouveau bureau de poste et la salle des fêtes ouvrent en 1992-1993 et le nouveau groupe scolaire en 1999.

## Politique et administration

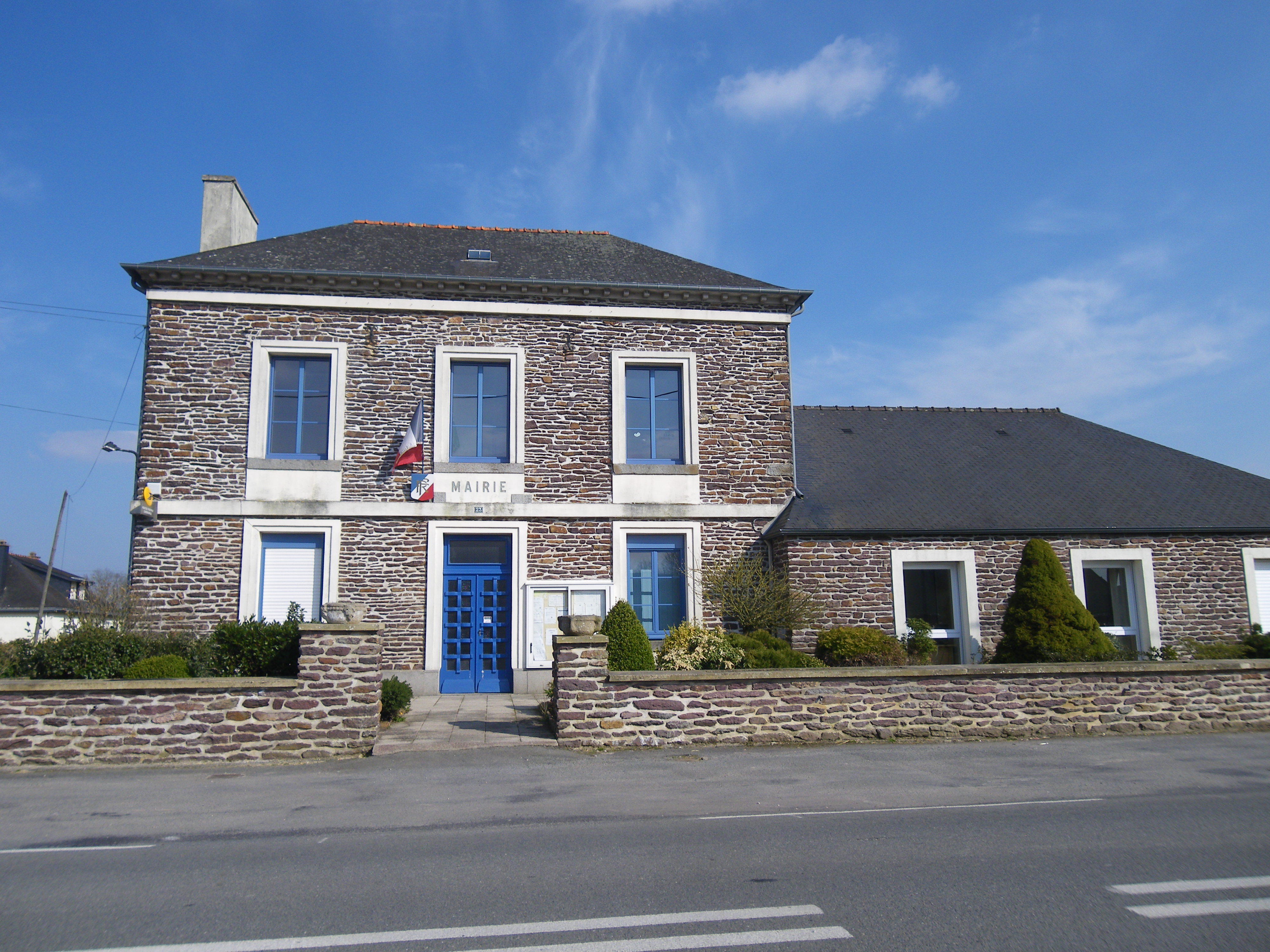
La mairie de Treffendel.

| Période                                  | Période    | Identité                  | Étiquette | Qualité                                                       |
| ---------------------------------------- | ---------- | ------------------------- | --------- | ------------------------------------------------------------- |
| 1793                                     | 1795       | Jean Danet                |           | Notaire. Membre du Conseil général de la commune.             |
| 1795                                     | 1798       | François Fresnel          |           | Adjoint municipal chargé de l'état-civil.                     |
| 1798                                     | 1816       | Pierre Joseph Crambert    |           | Notaire.                                                      |
| 1816                                     | 1830       | François Fresnel          |           | Cultivateur.                                                  |
| 1830                                     | 1834       | Pierre Joseph Crambert    |           | Déjà maire entre 1798 et 1816.                                |
| 1835                                     | 1840       | Jean Louis Treluyer       |           | Notaire.                                                      |
| 1840                                     | 1869       | Jean-Baptiste Chambre     |           | Notaire.                                                      |
| 1870                                     | 1883       | Jean Joseph Fresnel       |           | Cultivateur.                                                  |
| 1884                                     | 1911       | Godefroy Fresnel          |           | Propriétaire cultivateur.                                     |
| 1911                                     | après 1923 | Auguste Fresnel           |           | Maréchal-ferrant. Frère de Godefroy Fresnel, maire précédent. |
|                                          |            |                           |           |                                                               |
| 1947                                     | 19..       | Vincent Dubois            | MRP       | Cultivateur au Chesnot.                                       |
| Les données manquantes sont à compléter. |            |                           |           |                                                               |
|                                          | 1983       | Francis Jan               |           | Notaire                                                       |
| mars 1983                                | 1989       | Bernard Hervault          |           | Entrepreneur de charpente et menuiserie                       |
| mars 1989                                | 2001       | Bernard Rouxel            |           | Agriculteur                                                   |
| mars 2001                                | mars 2014  | Anne-Françoise Courteille | PS        | Assistante sociale                                            |
| mars 2014                                | En cours   | Françoise Kerguelen       | DVG       | Conseillère en aménagement d'intérieur                        |
| Les données manquantes sont à compléter. |            |                           |           |                                                               |

## Démographie
L'évolution du nombre d'habitants est connue à travers les recensements de la population effectués dans la commune depuis 1793. Pour les communes de moins de 10 000 habitants, une enquête de recensement portant sur toute la population est réalisée tous les cinq ans, les populations de référence des années intermédiaires étant quant à elles estimées par interpolation ou extrapolation. Pour la commune, le premier recensement exhaustif entrant dans le cadre du nouveau dispositif a été réalisé en 2006.

En 2022, la commune comptait 1 327 habitants, en évolution de +5,57 % par rapport à 2016 (Ille-et-Vilaine : +5,46 %, France hors Mayotte : +2,11 %).
| 1793  | 1800 | 1806 | 1821  | 1831  | 1836 | 1841 | 1846 | 1851 |
| ----- | ---- | ---- | ----- | ----- | ---- | ---- | ---- | ---- |
| 1 024 | 827  | 874  | 1 063 | 1 037 | 951  | 922  | 953  | 956  |

| 1856 | 1861 | 1866 | 1872 | 1876 | 1881 | 1886  | 1891  | 1896 |
| ---- | ---- | ---- | ---- | ---- | ---- | ----- | ----- | ---- |
| 965  | 958  | 970  | 950  | 920  | 945  | 1 000 | 1 013 | 915  |

| 1901 | 1906 | 1911 | 1921 | 1926 | 1931 | 1936 | 1946 | 1954 |
| ---- | ---- | ---- | ---- | ---- | ---- | ---- | ---- | ---- |
| 905  | 906  | 888  | 794  | 782  | 752  | 749  | 702  | 657  |

| 1962 | 1968 | 1975 | 1982 | 1990 | 1999 | 2006  | 2011  | 2016  |
| ---- | ---- | ---- | ---- | ---- | ---- | ----- | ----- | ----- |
| 599  | 563  | 577  | 550  | 623  | 768  | 1 206 | 1 242 | 1 257 |

| 2021  | 2022  | - | - | - | - | - | - | - |
| ----- | ----- | - | - | - | - | - | - | - |
| 1 321 | 1 327 | - | - | - | - | - | - | - |

## Culture locale et patrimoine

### Lieux et monuments
- Église Saint-Malo : remplaçant une église antérieure, de style néogothique et en forme de croix latine, elle a été construite entre 1865 et 1872, selon des plans de l'abbé Brune[31].

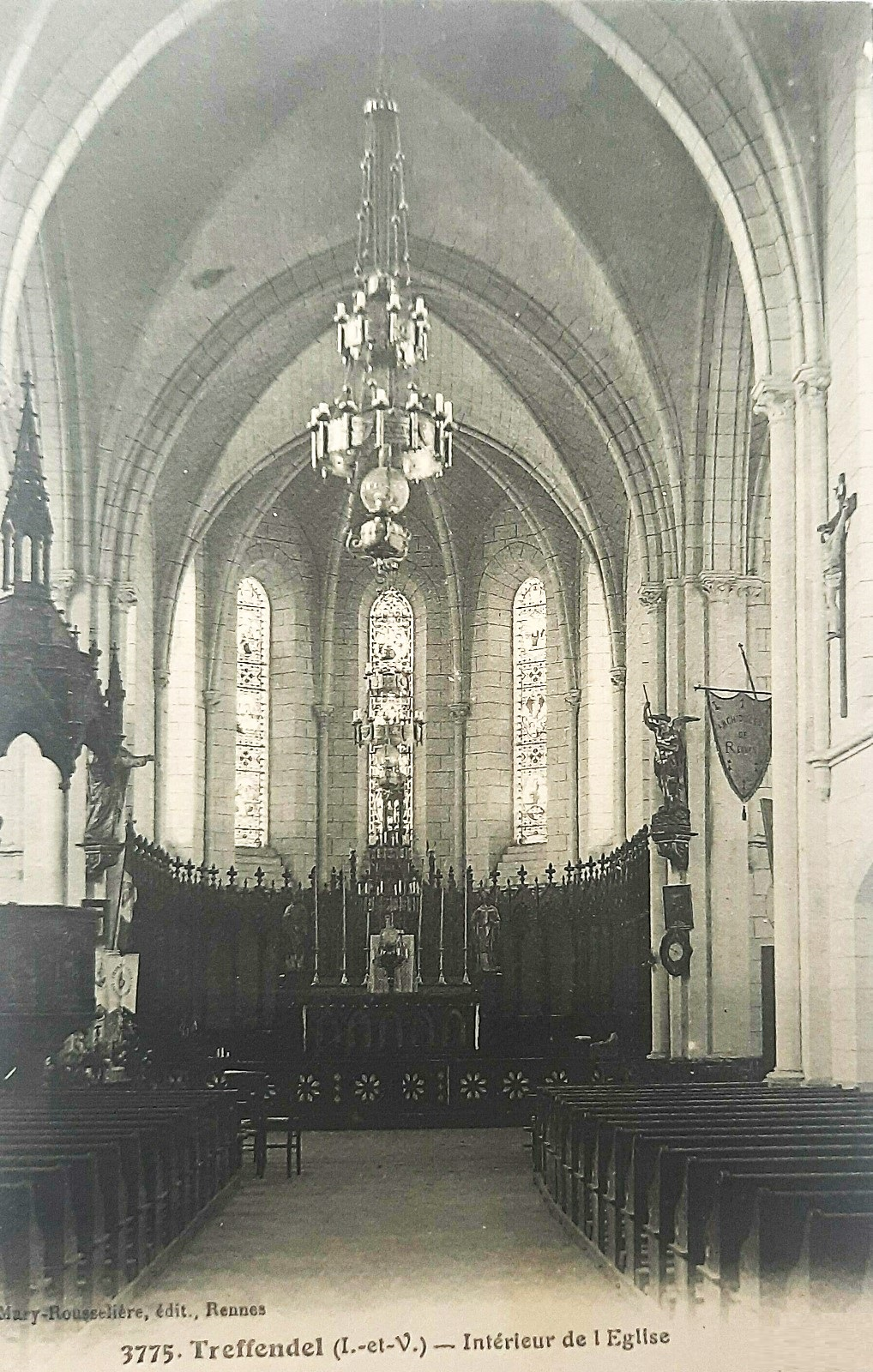
Église Saint-Malo : vue intérieure d'ensemble au début du XXe siècle (carte postale).
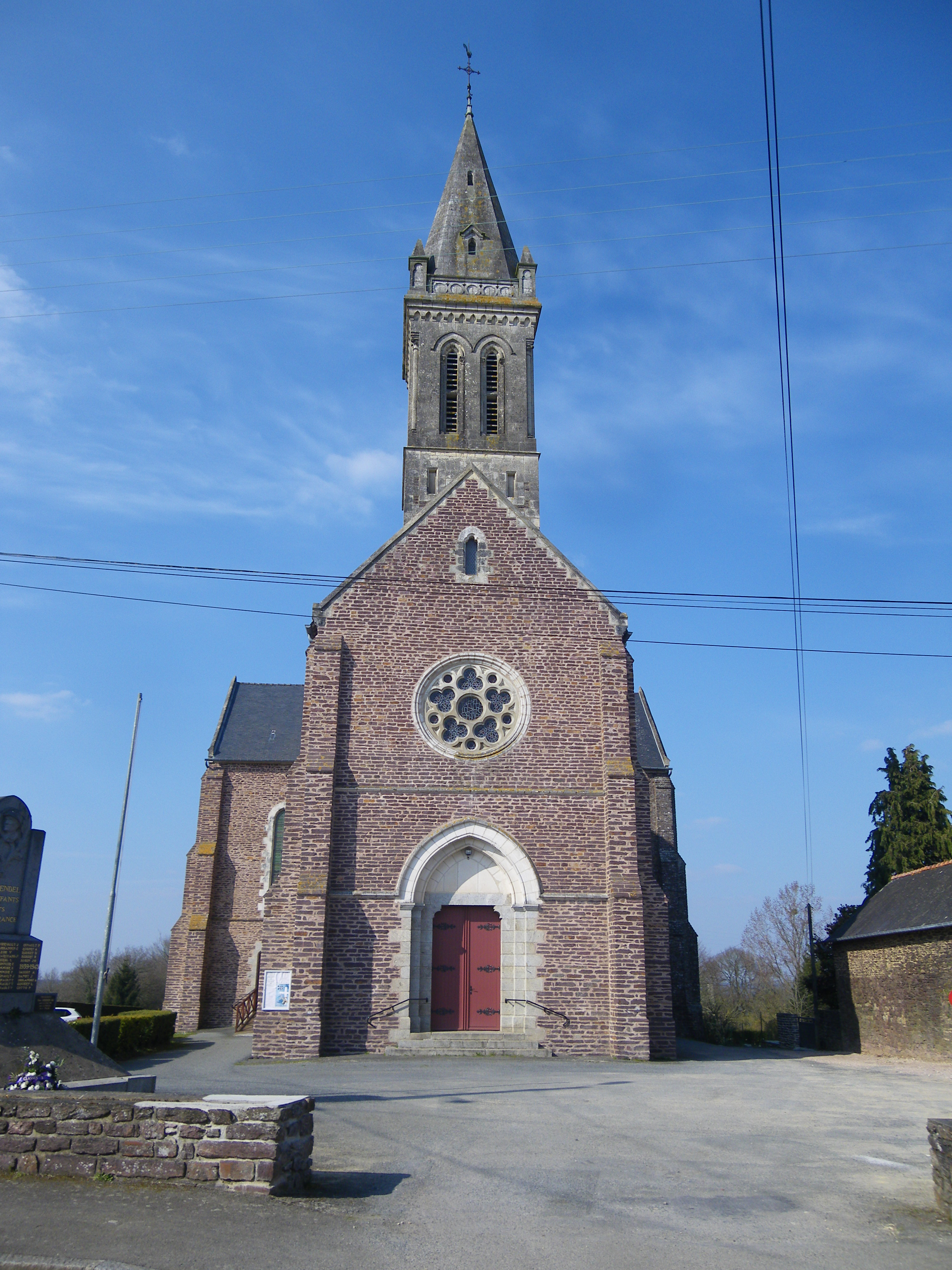
Église Saint-Malo : la façade.
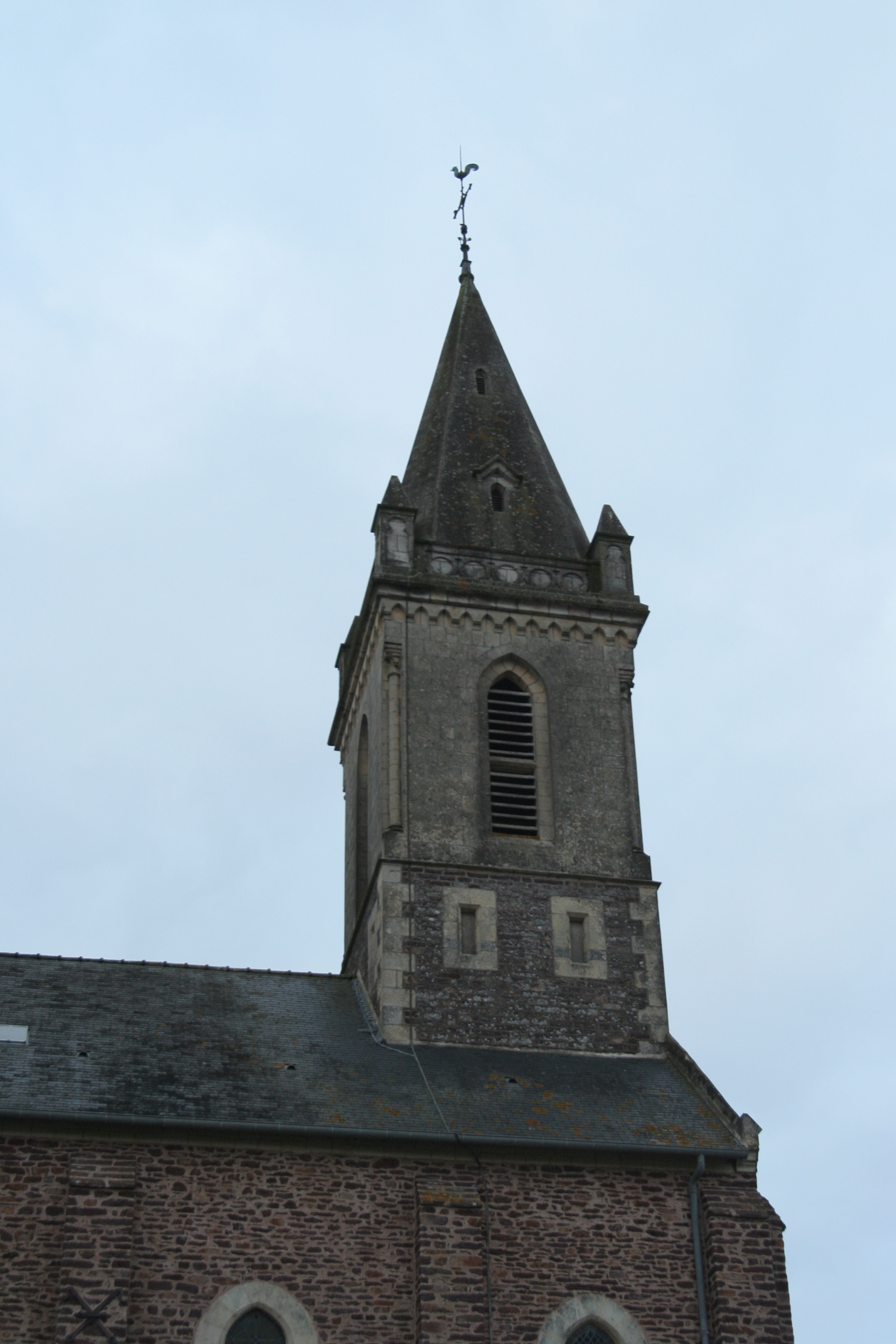
Église Saint-Malo : le clocher.

- La croix du cimetière : réalisée par Yves Hernot, elle a été érigée en 1889 lors d'une mission ; elle imite les croix bretonnes du XVIe siècle[46].
- La croix de chemin de la Victoire : elle date du XIXe siècle, mais a été érigée à l'emplacement d'une chapelle et d'un chêne, dit"chêne de la Victoire", tous deux disparus, qui auraient commémoré la victoire de Lépante (le chêne aurait été planté en 1571 par Claude Jouneaux, seigneur du Breilhoussoux), d'où le nom du lieu-dit. Le chêne dût être abattu en 1964 car il était devenu dangereux en raison de son tronc creux[47].

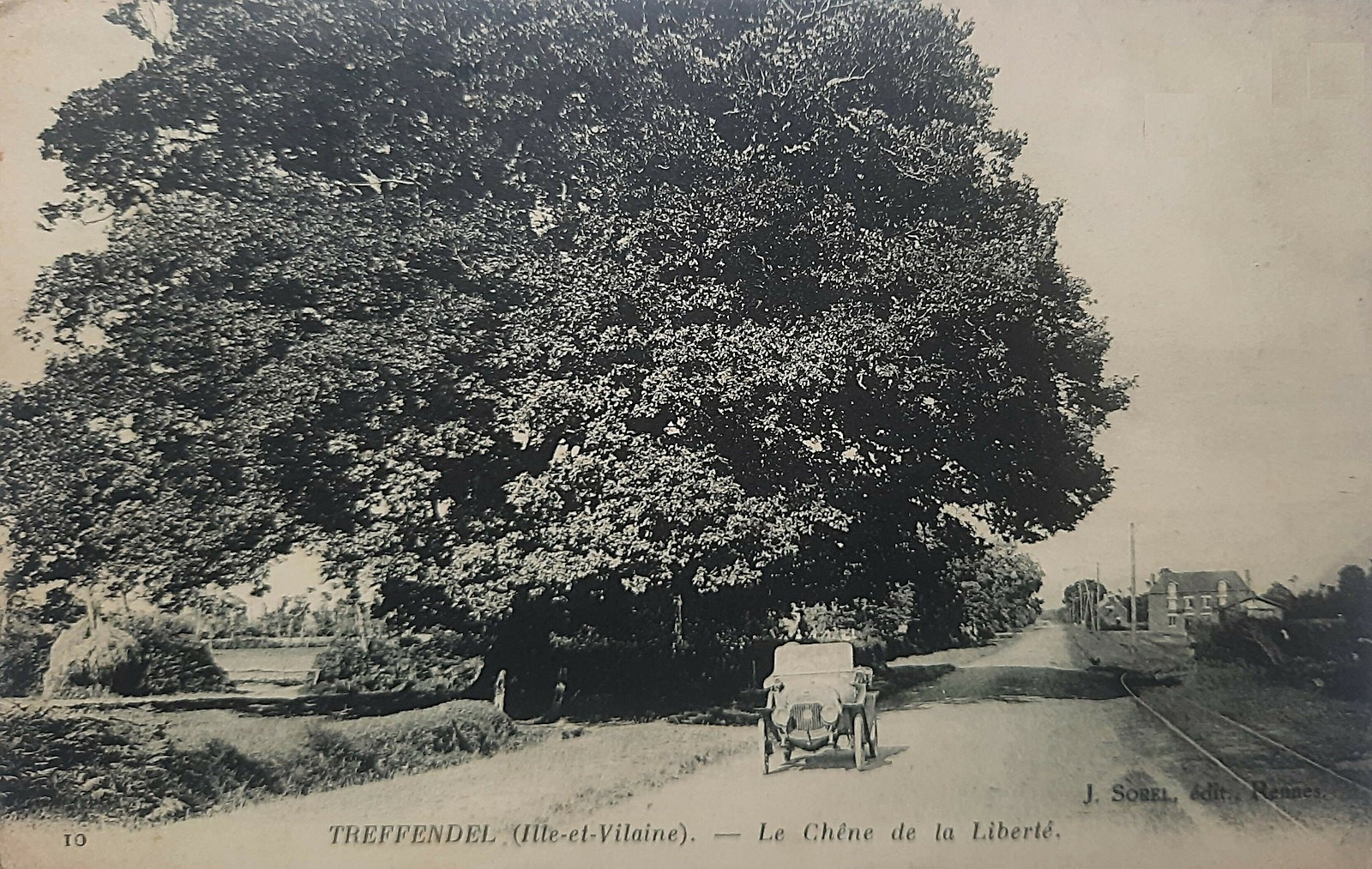
Treffendel ː le chêne de la Victoire au début du XXe siècle (carte postale).

- La croix de chemin de la rue du Bignon date aussi du XIXe siècle[48].
- Les ruines (quelques pans de murs) de la chapelle frairienne Notre-Dame du Coudray (construite en 1627)[49].
- Le tilleul argenté de Treffendel, noté "arbre remarquable"[50].

### Loisirs
- Le parc animalier de Treffendel, situé au Gué Charette, ouvert en 1998, et le Cirque Métropole, proposent aux visiteurs dans un site naturel boisé de 10 hectares la découverte de ses animaux exotiques et ses activités liées aux arts du cirque[51].

### Langue régionale
La commune est engagée depuis 2022 dans la promotion du gallo à travers la signature de la charte « du Galo, dam Yan, Dam Vèr ! ».

## Archives
- Trois lettres concernant l'établissement de deux foires chaque année à la chapelle du Breil Houssoux. Source : Archives départementales d'Ille-et-Vilaine - C 36